# Пангаимоту
Пангаимоту (тонг. Pangaimotu) — остров в группе островов Вавау архипелага Тонга (англ. Good Hope island) (Королевство Тонга).

## Географическое положение
Архипелаг Вавау представляет собой косо возвысившийся поднятый атолл и простирается с запада на восток на 21 км и с севера на юг на 25 км. Северную, более высокую часть архипелага, занимает самый большой остров группы — Вавау (тонг. Vava'u), далее к югу архипелаг «распыляется» на множество мелких островов, разделенных проливами и мелководными лагунами. Остров Пангаимоту находится в центре архипелага, занимая второе место по площади. На востоке Пангаимоту отделен узким проливом от главного острова Вавау, на западе проливом и лагуной от небольшого островка Утунгаке.

## История
У полинезийцев есть легенда, что острова Вавау были созданы богом Мауи, который вытащил их со дна моря своим волшебным крюком.
Первым из европейцев увидел и посетил острова Вавау испанский военный офицер и исследователь дон Франсиско Антонио Морелль де ла Руа. Это произошло 4 марта 1781 года во время экспедиции на фрегате «La Princesa». Двенадцать лет спустя, в 1793 году, Алессандро Маласпина посетил этот район, продолжив исследования Морреля и официально заявив права Испанской короны на острова.
Однако острова долгое время оставались вне сферы интересов европейских держав, только китобойные суда регулярно посещали их возобновляя здесь запасы воды, провианта и древесины. Иногда они нанимали островитян в качестве членов экипажей на свои корабли.

## Население
На острове Пангаимоту расположены два поселка: Пангаимоту (тонг. Pangaimotu) с населением 657 человек и Утулеи (тонг. Utulei), в котором проживает чуть больше сотни человек. Остров соединен с соседними островами автомобильными мостами, переброшенными через проливы. Значительная часть территории Пангаимоту используется для выращивания ванили, на некоторых участках сохранилась тропическая растительность.

## Экономика острова
Из-за красоты своей природы острова Вавау популярны среди любителей парусного спорта, дайверов и других туристов и являются одним из важнейших туристических центров Тонга. Кроме туризма, важные источники доходов населения — сельское хозяйство и рыболовство. Здесь выращивается один из лучших в мире сортов ванили. Разводятся двустворки-тридакниды и добывается жемчуг.

## Галерея

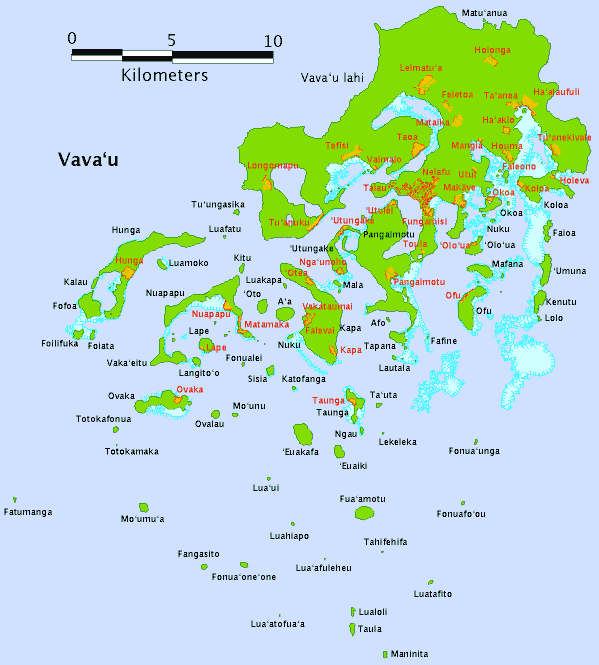
Карта архипелага Вавау
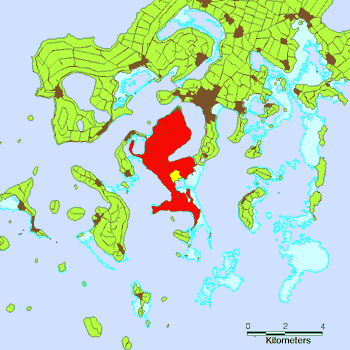
Остров Пангаимоту (красный цвет), желтым выделена мелководная лагуна острова.